# Amt Auenland Südholstein
Das Amt Auenland Südholstein ist ein Amt im Kreis Segeberg in Schleswig-Holstein. Der Verwaltungssitz befindet sich in der Gemeinde Nützen. Bis zum 31. März 2022 befand sich der Sitz des Amtes unter dem Namen Amt Kaltenkirchen-Land in der Stadt Kaltenkirchen, die dem Amt nicht angehört.

## Amtsangehörige Gemeinden
| 1. Alveslohe 2. Hartenholm 3. Hasenmoor | 1. Lentföhrden 2. Nützen 3. Schmalfeld |

## Wappen
Blasonierung: „Geviert. 1 und 4 in Silber zwei blaue Wellenbalken; 2 und 3 in Rot ein silbernes Eichenblatt.“